# آلکسی یسکوف
آلکسی یسکوف (روسی: Алексей Алексеевич Еськов؛ ۲۳ ژوئن ۱۹۴۶ – ۲۰ مارس ۲۰۰۲) بازیکن فوتبال اهل اتحاد جماهیر شوروی سوسیالیستی بود.
از باشگاه‌هایی که در آن بازی کرده‌است می‌توان به باشگاه فوتبال احمد گروزنی، باشگاه فوتبال زسکا روستوف-نا-دونو، و باشگاه فوتبال تورپدو مسکو اشاره کرد.
وی همچنین در تیم ملی فوتبال شوروی بازی کرده‌است.